# Melanoplus hupah
Melanoplus hupah är en insektsart som beskrevs av Strohecker och Helfer 1963. Melanoplus hupah ingår i släktet Melanoplus och familjen gräshoppor. Inga underarter finns listade i Catalogue of Life.